# La Passion de Bernadette
Série
Bernadette
(1988)
Pour plus de détails, voir Fiche technique et Distribution.
La Passion de Bernadette est un film français de Jean Delannoy sorti en 1989. Il relate la vie cachée chez les Sœurs de la charité de Nevers, les combats spirituels de Bernadette Soubirous. Il s'agit de la suite du film Bernadette.

## Synopsis
Bernadette Soubirous a 22 ans quand elle entre au couvent en 1866. Elle y meurt le 16 avril 1879, le mercredi de la Semaine Sainte à 15 h 30, au même moment de la journée que Jésus sur la croix (mais pas le même jour, lui ayant succombé au supplice de la crucifixion 2 jours après, le vendredi saint)

## Fiche technique
- Titre original : La Passion de Bernadette
- Réalisation : Jean Delannoy
- Scénario : Jean Delannoy, Jean Aurenche
- Musique : Francis Lai
- Sociétés de production : Rachel Productions
- Société de distribution :
- Format : couleur •  son stéréophonique •  1.66 : 11
- Pays d'origine :  France
- Genre : biographie, drame
- Durée : 106 minutes (1 h 46)
- Date de sortie : 9 mai 1990

## Distribution
- Sydney Penny : Bernadette Soubirous
- Emmanuelle Riva : Mère Marie-Thérèse Vauzou
- Catherine de Seynes
- Malka Ribowska : la maîtresse des novices
- Georges Wilson : Mgr Dupanloup
- Michèle André
- Maurice Jacquemont
- Roland Lesaffre : François Soubirous
- Michel Ruhl
- Michèle Simonnet : Louise Soubirous
- Anne Meson : Toinette Soubirous
- Maurice Vaudaux
- Dorothée Jemma
- Céline Bellanger
- Jean-Marie Bernicat
- Bernard Gabay
- Tania Busselier
- Anne Roumanoff
- Pierre Maribas : un aristocrate